# Шевелевич, Евгений Исаакович
Евгений Исаакович Шевелевич (род. 26 октября 1953, Ростов-на-Дону) — немецкий шахматист, международный мастер (2008).
Окончил физический факультет Ростовского университета. Кандидат технических наук. В 2000 году переехал в Германию.

## Спортивные достижения
| Год                  | Город          | Турнир                                                           | + | − | = | Результат | Место |
| -------------------- | -------------- | ---------------------------------------------------------------- | - | - | - | --------- | ----- |
| 1972                 |                | Командный чемпионат РСФСР (в составе команды Ростовской области) |   |   |   |           | 1     |
| 1993                 | Ростов-на-Дону | Участник мемориала Бондаревского                                 |   |   |   |           |       |
| 2007                 | Гамбург        | Открытый чемпионат Гамбурга                                      |   |   |   |           | 3—4   |
| 2008                 | Бад-Вёрисхофен | 79-й чемпионат Германии                                          |   |   |   |           |       |
| Турниры по переписке |                |                                                                  |   |   |   |           |       |
| 1978—1979            |                | Чемпионат ЦШК СССР                                               |   |   |   |           | 1—2   |
| 1986—1988            |                | 1-я лига чемпионатов СССР                                        |   |   |   |           | 5     |
| 1989                 |                | 1-я лига чемпионатов СССР                                        |   |   |   |           | 1—2   |

## Изменения рейтинга
| Графики недоступны из-за технических проблем. См. информацию на Фабрикаторе и на mediawiki.org. |